# Llista d'episodis de Yona, la princesa de l'alba
Yona, la princesa de l'alba (暁のヨナ, Akatsuki no Yona) és una sèrie d'anime produïda pels estudis Pierrot i dirigida per Kazuhiro Yoneda. Consta de 24 episodis emesos entre el 7 d'octubre de 2014 i el 24 de març de 2015 al canal japonès AT-X.
La sèrie també consta de tres OVAs. El primer va sortir el 18 de setembre de 2015; el segon el 19 d'agost de 2016 i el tercer i últim va sortir el 20 de desembre de 2016.
Aquesta sèrie ha estat doblada al català i s'emet al canal SX3.

## Llista d'episodis
El primer opening de la sèrie és una peça instrumental del compositor Kunihiko Ryo anomenada "Akatsuki no Yona" (暁のヨナ, Yona de l'alba). L'ending és "Yoru" (夜, Nit) del grup Vistlip. El segon opening és "Akatsuki no Hana" de la cantant Cyntia. El segon ending es titula "Akatsuki", cantat per Akiko Shikata.
| Núm. total | Núm. de la temporada | Títol                                                                                      | Data d'emissió original | Data d'emissió en català |
| --- | -------------------- | ------------------------------------------------------------------------------------------ | ----------------------- | ------------------------ |
| 1 | 1                    | La princesa Yona Ōjo Yona (王女ヨナ)                                                       | 7 d'octubre de 2014     | 9 de setembre de 2024    |
| La princesa Yona és l'única hereva del regne de Koka i, la nit del seu setzè aniversari, el seu cosí Soo-won, de qui sempre ha estat enamorada, assassina el rei i intenta posar fi també a la vida de la noia. Què passarà ara amb el regne de Koka?                                                       |                      |                                                                                            |                         |                          |
| 2 | 2                    | Llaços trencats Chigireta Kizuna (ちぎれた絆)                                              | 14 d'octubre de 2014    | 10 de setembre de 2024   |
| En Hak s'enfronta a en Soo-won mentre la Yona observa desolada en què s'ha convertit l'home que ella sempre ha estimat. Quan sembla que està tot perdut, un aliat inesperat salvarà la Yona i en Hak? |                      |                                                                                            |                         |                          |
| 3 | 3                    | Un cel llunyà Tōi Sora (遠い空)                                                            | 21 d'octubre de 2014    | 12 de setembre de 2024   |
| La Yona i en Hak continuen el seu camí pel bosc fugint dels homes d'en Soo-won. Un viatge ple de perills i de records del passat. |                      |                                                                                            |                         |                          |
| 4 | 4                    | La tribu del vent Kaze no Buzoku (風の部族)                                                | 28 d'octubre de 2014    | 13 de setembre de 2024   |
| En Hak i la Yona arriben a la capital de la Tribu del Vent, Fuuga, on sembla que per fi podran descansar. Ara bé, quan el vell Mundok es nega a reconèixer en Soo-won com a rei, comencen els problemes. |                      |                                                                                            |                         |                          |
| 5 | 5                    | El rugit Hōkō (咆哮)                                                                       | 4 de novembre de 2014   | 16 de setembre de 2024   |
| En Hak renuncia al càrrec de general per emprendre un viatge en solitari, però la Yona no està disposada a perdre també el seu vell amic i guardaespatlles. |                      |                                                                                            |                         |                          |
| 6 | 6                    | Cabells rojos Akai Kami (紅い髪)                                                           | 11 de novembre de 2014  | 17 de setembre de 2024   |
| Després de prendre la decisió de marxar de Fuuga, la Yona i en Hak es topen amb els soldats de la Tribu del Foc. La Bèstia del Tro aconsegueix que la princesa s'escapi, però quan els homes d'en Kan Tae-jun estan a punt de rematar-lo, la Yona surt del seu amagatall per salvar el seu guardaespatlles. |                      |                                                                                            |                         |                          |
| 7 | 7                    | Els designis dels déus Tenmei (天命)                                                       | 18 de novembre de 2014  | 18 de setembre de 2024   |
| Després d'escapar-se de la mort de miracle, en Hak i la Yona descansen a casa d'un jove anomenat Yoon i un home una mica despistat que resulta que és el sacerdot que buscaven. Quina serà la seva profecia?                                                                                                |                      |                                                                                            |                         |                          |
| 8 | 8                    | La porta escollida Eranda Tobira (選んだ扉)                                                | 25 de novembre de 2014  | 19 de setembre de 2024   |
| Mentre en Hak i la Yona es preparen per reprendre el seu viatge, en Yoon haurà de prendre la decisió més important de la seva vida. |                      |                                                                                            |                         |                          |
| 9 | 9                    | Voluntat tremolosa Furueru Kakugo (ふるえる覚悟)                                           | 2 de desembre de 2014   | 20 de setembre de 2024   |
| En Yoon s'uneix al viatge de la Yona i en Hak per trobar els quatre guerrers dels dracs. Tots tres es dirigeixen a les muntanyes de la boira, on es diu que s'amaga la tribu del Drac Blanc. |                      |                                                                                            |                         |                          |
| 10 | 10                   | Anhel Taibō (待望)                                                                         | 9 de desembre de 2014   | 23 de setembre de 2024   |
| L'expedició arriba a la tribu del Drac Blanc, on són més ben rebuts del que esperaven. Aconseguirà la Yona convèncer el guerrer llegendari perquè s'uneixi a la seva causa? |                      |                                                                                            |                         |                          |
| 11 | 11                   | Les urpes del drac Ryū no Tsume (龍の爪)                                                   | 16 de desembre de 2014  | 24 de setembre de 2024   |
| El Drac Blanc s'uneix a la comitiva i la Yona i companyia reprenen el viatge per buscar el següent aliat, el Drac Blau, però els espera un camí llarg i ple d'entrebancs. |                      |                                                                                            |                         |                          |
| 12 | 12                   | El drac de la màscara Mekakushi no Ryū (目隠しの龍)                                        | 23 de desembre de 2014  | 25 de setembre de 2024   |
| La Yona i companyia arriben al poble del Drac Blau, un laberint de passadissos excavats a la muntanya. Aquesta vegada, trobar el guerrer no serà tan fàcil com es pensaven. |                      |                                                                                            |                         |                          |
| 13 | 13                   | L'eco de la por Hankyō Suru Kyōfu (反響する恐怖)                                           | 6 de gener de 2015      | 26 de setembre de 2024   |
| El Drac Blau salva la Yona quan ella es perd pel laberint excavat a la muntanya on viuen els habitants d'aquest poble maleït, però poc després li torna a perdre la pista. Si vol parlar amb ell, la princesa s'haurà d'arriscar un cop més.                                                                |                      |                                                                                            |                         |                          |
| 14 | 14                   | La llum Hikari (光)                                                                        | 13 de gener de 2015     | 27 de setembre de 2024   |
| Després del terratrèmol, el grup se separa i la Yona, en Yoon i en Kija queden atrapats sota terra. Malgrat que la rebuda ha estat hostil, s'avindrà a ajudar-los la tribu del Drac Blau? |                      |                                                                                            |                         |                          |
| 15 | 15                   | Cap a una nova terra Aratana Chi e (新たな地へ)                                            | 20 de gener de 2015     | 30 de setembre de 2024   |
| Ara que el Drac Blau s'ha unit a la comitiva, la Yona i companyia reprenen el viatge per trobar el Drac Verd. Mentrestant, en Soo-won té els seus propis plans. |                      |                                                                                            |                         |                          |
| 16 | 16                   | La competició Ikusa Gokko (戦ごっこ)                                                       | 27 de gener de 2015     | 1 d'octubre de 2024      |
| Per petició d'en Soo-won, la gent de Chishin organitza una competició en què el general Joo-doh i el general Geun-tae es veuran les cares. Però, enmig d'aquest ambient festiu, el patriarca de la Tribu de la Terra començarà a sospitar que el monarca no és el que sembla...                             |                      |                                                                                            |                         |                          |
| 17 | 17                   | Els pirates d'Awa Awa no Kaizoku (阿波の海賊)                                              | 3 de febrer de 2015     | 2 d'octubre de 2024      |
| Després d'un llarg viatge, la Yona i companyia arriben al port d'Awa, on esperen trobar-hi el Drac Verd. Tanmateix, sembla que fugi d'ells. |                      |                                                                                            |                         |                          |
| 18 | 18                   | El destí Enishi (縁)                                                                       | 10 de febrer de 2015    | 3 d'octubre de 2024      |
| El Drac Verd s'ha proposat reclutar en Hak, però ell no vol saber res d'obeir cap senyor. Quina serà la seva reacció quan per fi conegui la Yona? |                      |                                                                                            |                         |                          |
| 19 | 19                   | La prova de la planta de la saba mil·lenària Senjusō no Tameshi (千樹草の試し)             | 17 de febrer de 2015    | 4 d'octubre de 2024      |
| La Yona s'enfronta a un repte molt perillós per tal de guanyar-se la confiança de la capitana Gi-gan. Tanmateix, ella no és l'única que la pirata ha posat a prova. |                      |                                                                                            |                         |                          |
| 20 | 20                   | La cadena de coratge Yuki no Rensa (勇気の連鎖)                                            | 24 de febrer de 2015    | 7 d'octubre de 2024      |
| Els pirates pretenen boicotejar el negoci més important del malvat Kum-ji i derrotar-lo per sempre. Però si volen que el pla surti bé, hauran de córrer certs riscos. |                      |                                                                                            |                         |                          |
| 21 | 21                   | La bengala Hibana (火花)                                                                   | 3 de març de 2015       | 8 d'octubre de 2024      |
| La Yona i en Yoon s'infiltren al vaixell d'en Kum-ji per alliberar les noies del tràfic de blanques. Mentrestant, en Hak i companyia es preparen per a la batalla final. |                      |                                                                                            |                         |                          |
| 22 | 22                   | La història s'escriu de nit Rekishi wa Yoru Tsukurareru (歴史は夜作られる)                 | 10 de març de 2015      | 9 d'octubre de 2024      |
| La batalla final a alta mar ha començat. La Yona aconsegueix llançar la bengala, però arribaran a temps per salvar-la dels oficials? |                      |                                                                                            |                         |                          |
| 23 | 23                   | El matí del jurament Chikai no Asa (誓いの朝)                                              | 17 de març de 2015      | 10 d'octubre de 2024     |
| Després de la gran batalla, la Yona ensopega amb en Soo-won a la ciutat d'Awa. Com reaccionarà la noia quan torni a mirar als ulls el cosí que li ho va arrabassar tot? |                      |                                                                                            |                         |                          |
| 24 | 24                   | D'ara endavant Korekara (これから)                                                         | 24 de març de 2015      | 11 d'octubre de 2024     |
| La comitiva de la Yona es disposa a buscar el quart i últim drac, el groc, però serà ell qui els trobi primer. En Zeno és un jove una mica tarambana, però amb unes idees molt clares. Per fi ha arribat l'hora de pensar en el futur.                                                                      |                      |                                                                                            |                         |                          |
| OVA 1 | OVA 1                | Sono Se ni wa (その背には)                                                                 | 18 de setembre de 2015  | —                        |
| OVA 2 | OVA 2                | Kō Ryū Zeno Kako-hen Zenpen "Hajimari no Ryū" (黄龍ゼノ過去編 前編 「はじまりの龍」)       | 19 d'agost de 2016      | —                        |
| OVA 3 | OVA 3                | Kō Ryū Zeno Kako-hen Kōhen "Akai Hoshi ga Noboru" (黄龍ゼノ過去編 後編 「あかい星が昇る」) | 19 de desembre de 2016  | —                        |